# Bufo eichwaldi
Bufo eichwaldi är en groddjursart som beskrevs av Litvinchuk, Borkin, Skorinov och Jury M. Rosanov 2008. Bufo eichwaldi ingår i släktet Bufo och familjen paddor. IUCN kategoriserar arten globalt som sårbar. Inga underarter finns listade.